# Самович Броніслав Вікторович
Броніслав Вікторович Самович (14 квітня 1943) — радянський хокеїст і тренер-селекціонер.

## Біографічні відомості
Вихованець ризької хокейної школи, грав на позиції воротаря. Виступав за команди «Даугава» (Рига), СКА МВО (Калінін), «Локомотив» (Москва) і «Кристал» (Саратов). У складі московських «залізничників» дворазовий переможець кубку Шпенглера (1967, 1969). У вищій лізі провів 107 матчів. Майстер спорту СРСР.
Тренерську діяльність розпочав у «Іжсталі». 1978 року став помічником старшого тренера київського «Сокола» Анатолія Богданова. Відповідав за селекцію команди. На цій посаді пропрацював більше двадцяти років. За третє місце в чемпіонаті 1984/85 отримав звання «Заслужений тренер УРСР».

## Статистика
| Сезон   | Клуб                 | Ліга  | І  | ПГ | КН   | ШХ |
| ------- | -------------------- | ----- | -- | -- | ---- | -- |
| 1962-63 | «Даугава» (Рига)     | вища  | 5  |    | 4.40 |    |
| 1963-64 | «Динамо» (Рига)      | перша | -  |    |      |    |
|         | СКА МВО (Калінін)    | вища  | -  |    |      |    |
| 1966-67 | «Даугава» (Рига)     | перша | 8  |    |      |    |
| 1967-68 | «Локомотив» (Москва) | вища  | 41 |    |      |    |
| 1968-69 | «Локомотив» (Москва) | вища  | 27 |    |      |    |
| 1969-70 | «Локомотив» (Москва) | вища  | 30 |    |      |    |
| 1970-71 | «Локомотив» (Москва) | перша | 34 |    |      |    |
| 1971-72 | «Кристал» (Саратов)  | перша | 34 |    |      |    |
| 1972-73 | «Кристал» (Саратов)  | перша | 18 |    |      |    |
| 1973-74 | «Кристал» (Саратов)  | перша | 15 |    |      |    |
| 1974-75 | «Кристал» (Саратов)  | вища  | 4  | 7  |      | 0  |